# Notocelia
Notocelia is een geslacht van vlinders uit de familie van de bladrollers (Tortricidae) en de onderfamilie Olethreutinae.

## Soorten
- N. albosectana (Mabille, 1900)
- N. argutana (Christoph, 1881)
- N. aritai Kawabe, 1989
- N. autolitha (Meyrick, 1931)
- N. culminana (Walsingham, 1879)
- N. cycloides Diakonoff, 1989
- N. cynosbatella (Linnaeus, 1758) - hermelijnbladroller
- N. donaldana Kawabe, 1993
- N. illotana (Walsingham, 1879)
- N. incarnatana - Smalle hermelijnbladroller (Hübner, 1800)
- N. jaspidana (Christoph, 1872)
- N. junctana Herrich-Schäffer, 1856
- N. kurosawai Kawabe, 1986
- N. longispina Nasu, 1980
- N. mediterranea (Obraztsov, 1952)
- N. nigripunctata Kuznetsov, 1973
- N. nimia Falkovich, 1965
- N. nobilis Kuznetsov, 1973
- N. orientana Caradja, 1916
- N. plumbea Nasu, 1980
- N. punicana Kuznetsov, 1956
- N. roborana - Scherpe hermelijnbladroller (Denis & Schiffermüller, 1775)
- N. rosaecolana - Rozenhermelijnbladroller (Doubleday, 1850)
- N. scotodes Bradley, 1965
- N. suffusana (Duponchel, 1843)
- N. tetragonana (Stephens, 1834)
- N. trimaculana Haworth, 1811 - breedgehaakte hermelijnbladroller
- N. uddmanniana Linnaeus, 1758 - Bramenbladroller
- N. yakushimensis Kawabe, 1974